# Олимпийское ледовое кольцо Скво-Велли
Олимпийское ледовое кольцо Скво-Велли (англ. Squaw Valley Olympic Skating Rink) — конькобежный стадион, построенный в 1959 году в калифорнийском городе Скво-Велли (США) для зимних Олимпийских игр 1960 года. Стал первым катком с искусственным льдом на котором прошли олимпийские соревнования.

## История
Ледовый каток Squaw Valley расположен рядом с Блит Ареной на высоте 1890 метров над уровнем моря — это на 200 метров выше, чем рекордный каток «Медео» в Алма-Ате в сочетании с искусственным льдом обеспечивало чрезвычайно удобные условия для установления мировых рекордов. Он был одним из самых высокогорных катков, когда-либо использовавшихся в международных соревнованиях.
В 1960 году во время зимних Олимпийских игр на нём прошли соревнования по конькобежному спорту.
Однако после Олимпийских игр трек был снесён и превращен в автостоянку. Морозильная система для создания льда была перенесена на ледовый каток State Fair Park в 1966 году.

## Мировые рекорды
Во время церемонии открытия арены в конце февраля / марте 1959 года каток продемонстрировал свои скоростные характеристики. Финн Юхани Ярвинен установил фантастический мировой рекорд на 1500 м — 2.06.3, скинув 2,3 секунды с достижения советских конькобежцев Евгения Гришина и Юрия Михайлова установленного тремя годами ранее на Олимпийских играх в Кортина д’Ампеццо. Новый рекорд продержался семь лет.
На тестовых соревнованиях за несколько дней до Олимпиады представитель СССР Виктор Косичкин установил рекорд на 3000 м — 4.29.2. Более 10 секунд с текущего мирового рекорда. Ожидания первых олимпийских стартов среди конькобежцев, транслируемых на телевидении, были высокими.
Впервые в Олимпийской истории женщины также соревновались на катке (за исключением 1932 года, когда это был демонстрационный вид). Советская конькобежка Лидия Скобликова выиграла два золота, установив мировой рекорд на 1500 м — 2.25.2.
Соревнования среди мужчин на 1500 и 5000 м сопровождались ветром и результаты оказались относительно нормальными. В конце Олимпийских игр, в последний день условия снова были хорошими.
Состязания на 10 000 метров проходившие 27 февраля 1960 года вошли в историю как одно из крупнейших конькобежных соревнований. Пять человек превзошли державшийся на тот момент восемь лет мировой рекорд норвежца Яльмара Андерсена — 16.32.6 установленный им в Хамаре. Норвежец Кнут Йоханнесен разменял 16 минут, улучшив мировой рекорд на 46 секунд — 15.46.6. Он победил своего главного соперника Виктора Косичкина, опередив его всего на 2.6 секунды.
На дистанции 500 м во время Олимпиады Гришин, допустив ошибку в последнем повороте, выиграл с результатом 40.2, повторив тем самым мировой рекорд. В тестовом забеге на этой же дистанции через несколько дней после Олимпиады Гршин показал результат 39.5 с, став впервые кто разменял 40 секунд. Однако это время не было засчитано как новый мировой рекорд.